# Wimble Toot
Wimble Toot är ett slott i Storbritannien.   Det ligger i grevskapet Somerset och riksdelen England, i den södra delen av landet, 180 km väster om huvudstaden London. Wimble Toot ligger 24 meter över havet.
Terrängen runt Wimble Toot är platt. Runt Wimble Toot är det ganska tätbefolkat, med 86 invånare per kvadratkilometer. Närmaste större samhälle är Yeovil, 12,0 km söder om Wimble Toot. Trakten runt Wimble Toot består till största delen av jordbruksmark.